# Kelompok Media Bali Post
Kelompok Media Bali Post – indonezyjskie przedsiębiorstwo mediowe założone w 1948 roku. Jest dominującym przedsiębiorstwem mediowym na wyspie Bali.
Jego portfolio obejmuje szereg czasopism regionalnych (m.in. dziennik „Bali Post”) oraz stacji radiowych i telewizyjnych (m.in. Bali TV, Yogya TV, Cakra TV, Bandung TV, Balikpapan TV).